# Der erste Urlaubstag
Der erste Urlaubstag ist ein Spielfilm des Fernsehens der DDR in der Regie von Richard Engel, nach Motiven aus dem Buch Der himmelblaue Zeppelin von Martin Stade aus dem Jahr 1970, der im Jahr 1974 fertiggestellt wurde.

## Handlung
Anfang der 1960er Jahre sitzt in Thüringen der junge Traktorist Andreas, genannt Tiroler, auf seinem Trecker, um mit einem Roder Kartoffeln zu ernten. Da er mit dem Laufgeräusch des Motors nicht zufrieden ist, fährt er zum Feierabend in der LPG-eigenen Werkstatt vorbei, um den Schlosser Haggy zu bitten, sich den Motor doch einmal anzusehen. Obwohl der gerade Feierabend machen will, repariert er den Trecker mit Hilfe des Tirolers doch. Dann kommt auch noch der Rentner und ehemalige Stationsvorsteher Labuschke, dem Haggy und Andreas versprochen hatten, eine Maschine zum Vertreiben der Stare aus seinem Kirschgarten zu bauen, doch den können sie abwimmeln. Nachdem sich Andreas gewaschen hat, holt er mit dem Motorrad seine Freundin Ulrike ab, um mit ihr ins Grüne zu fahren. Die schimpft fast die ganze Zeit mit ihrem Freund, da er mehr Interesse für seinen sowjetischen Traktor, „Iwan“ genannt, und für seine Arbeit zeigt, als für sie, denn obwohl er neben ihr sitzt, sind seine Gedanken stets woanders.
Am nächsten Tag soll Andreas in das LPG-Büro kommen, wo ihm der Brigadier eine Prämie von 250 Mark für seine gute Arbeit überreicht. Zusätzlich erhält er 12 Tage Urlaub mitten in der Erntezeit, da er anschließend seinen Grundwehrdienst von 18 Monaten in der NVA leisten muss. Obwohl er mit dem Urlaub überhaupt nicht einverstanden ist, da noch so viel auf den Feldern zu tun ist, fährt er zu Ulrike, die als Verkäuferin arbeitet, um ihr die Neuigkeit zu überbringen. Sie ist sofort dafür, will für ihren Laden eine Vertreterin besorgen und macht Pläne für eine Reise an die Ostsee, weshalb sie auch gleich einen Bikini aus ihrem Sortiment anprobiert und eine Badehose für Andreas ist auch noch da. Doch dem geht das alles zu schnell und dann muss er auch noch den Iwan übergeben.
Die Vertretung für Andreas während dessen Armeezeit soll Zwermann übernehmen, ein ehemaliger Großbauer, bei dem Andreas seine ersten Schritte als Angestellter in der Landwirtschaft tat. Doch der macht den Traktor schlecht und schwärmt immer noch von dem Deutz, den er einmal besessen hat, weshalb er bei der Einweisung auch nicht richtig zuhört. Der Tag endet mit einem kräftigen Umtrunk in der Dorfkneipe.
Am ersten Urlaubstag verstaut Andreas seine Sachen auf dem Motorrad und fährt Ulrike abholen. Doch als sie mit ihren Sachen auf die Straße tritt, hat er sich das anders überlegt und meint, dass es in drei Stunden regnen wird, weshalb er die Fahrt absagen muss, obwohl keine einzige Wolke am Himmel zu sehen ist. Dann fährt er zu Zwermann auf den Kartoffelacker, sieht, dass der Probleme mit dem Iwan hat und fährt weiter. In der Zwischenzeit erfährt Haggy von Uzkoreit, einem ehemaligen Lokomotivführer, dass Labuschke seinen Kirschgarten der LPG widerrechtlich vorenthält und will ihm deshalb keine Maschine zum Vertreiben der Stare mehr bauen. Deshalb geht er mit einer Schrotsäge zu Labuschke, erzählt ihm, dass sein Großvater wegen der Stare einst sein Leben lassen musste und baute die Geschichte noch reichlich aus, bis Labuschke von sich aus den Vorschlag machte, die Kirschbäume alle abzusägen. Jetzt ist der stolz darauf, es den Staren gezeigt zu haben.
Tags darauf steht Andreas sehr zeitig auf, holt den Iwan aus der Garage und fährt auf das Feld, um wieder Kartoffeln zu ernten. Zwermann fährt ihm mit dessen Motorrad hinterher und lässt sich noch einmal genau in den Traktor einweisen. Inzwischen ist auch Ulrike zu Fuß mit ihren Sachen am Motorrad eingetroffen und sie können endlich gemeinsam in den Urlaub fahren.

## Produktion
Das Szenarium stammt von Martin Stade und für die Dramaturgie war Günther Drommer verantwortlich. Gedreht wurde, mit Unterstützung der Bewohner, in Haarhausen dem Geburtsort des Autors Martin Stade.
Der erste Urlaubstag wurde mit dem Arbeitstitel Tiroler macht Urlaub als Schwarzweißfilm gedreht und hatte seine Erstausstrahlung am 13. Februar 1974 im 1. Programm des Fernsehens der DDR.

## Kritik
Im Neuen Deutschland schrieb Peter Berger:

„Es passierte [also] nicht allzu viel. Ja, es ereignete sich ein bißchen wenig für einen beinahe eineinhalbstündigen Film. Aber Stade weiß immerhin zu fabulieren. Wer die Muße zum genaueren Hinschauen fand, wurde reichlich entschädigt.“

In der Neuen Zeit meinte Mimosa Künzel:

„Mit Humor war auch die Umwelt skizziert, mit satirischem Vermögen die liebenswert schrulligen, notfalls zu korrigierenden Eigenheiten der Mitmenschen aufgespießt. Der Autoren-Nachwuchs, der die Gabe hat und den Mut, unseren Alltag fröhlich-kritisch zu durchleuchten, bricht sich offensichtlich Bahn.“